# Melbourne Darts Masters 2017
De Melbourne Darts Masters 2017 was de eerste editie van de Melbourne Darts Masters. Het toernooi was onderdeel van de World Series of Darts. Het toernooi werd gehouden van 18 tot 20 augustus 2017 in de Hisense Arena, Melbourne. Phil Taylor won de eerste editie van het toernooi door in de finale met 11-8 te winnen van  Peter Wright.

## Deelnemers
Net als in elk World Series toernooi speelde ook hier 8 PDC Spelers tegen 8 darters uit het land/gebied waar het toernooi ook gehouden wordt. De deelnemers waren:
- Gary Anderson
- Raymond van Barneveld
- James Wade
- Peter Wright
- Phil Taylor
- Daryl Gurney
- Michael Smith
- Simon Whitlock
- Kyle Anderson
- Corey Cadby
- Rhys Matthewson
- Justin Thompson
- Cody Harris
- David Platt
- Dave Marland
- Koha Kokiri